# قلعه ۲ (فیلم)
قلعه: چشم تک تیرانداز (به انگلیسی: Fortress: Sniper's Eye) که با نام قلعه ۲ نیز شناخته می‌شود، یک فیلم اکشن آمریکایی به کارگردانی جاش استرنفلد که دنباله‌ای بر فیلم قلعه (فیلم ۲۰۲۱) محسوب می‌شود. جسی متکالف، بروس ویلیس، چاد مایکل موری، کلی گریسون، سرداریوس بلین، مایکل سیرو، ولکر وایت و ناتالی یورا در این فیلم بازی می‌کنند. این فیلم در ۲۹ آوریل ۲۰۲۲ توسط لاینزگیت فیلمز منتشر می‌شود.

## تولید
قلعه ۲ در ۳ می ۲۰۲۱ به عنوان دومین فیلم از یک سه‌گانه و دنباله‌ای بر قلعه (فیلم ۲۰۲۱) معرفی شد. فیلمبرداری اصلی در می ۲۰۲ در پورتوریکو آغاز شد و دو فیلم اول پشت سر هم فیلمبرداری شدند. فیلمبرداری این فیلم تا نوامبر ۲۰۲۱ به پایان رسید.